# Chrysochroa
Chrysochroa és un gènere de coleòpters polífags de la família dels buprèstids.. Una gran part de les espècies es troben al sud-est asiàtic i al subcontinent indi. Moltes tenen èlitres (ales anteriors) iridescents i de colors vius.

## Taxonomia

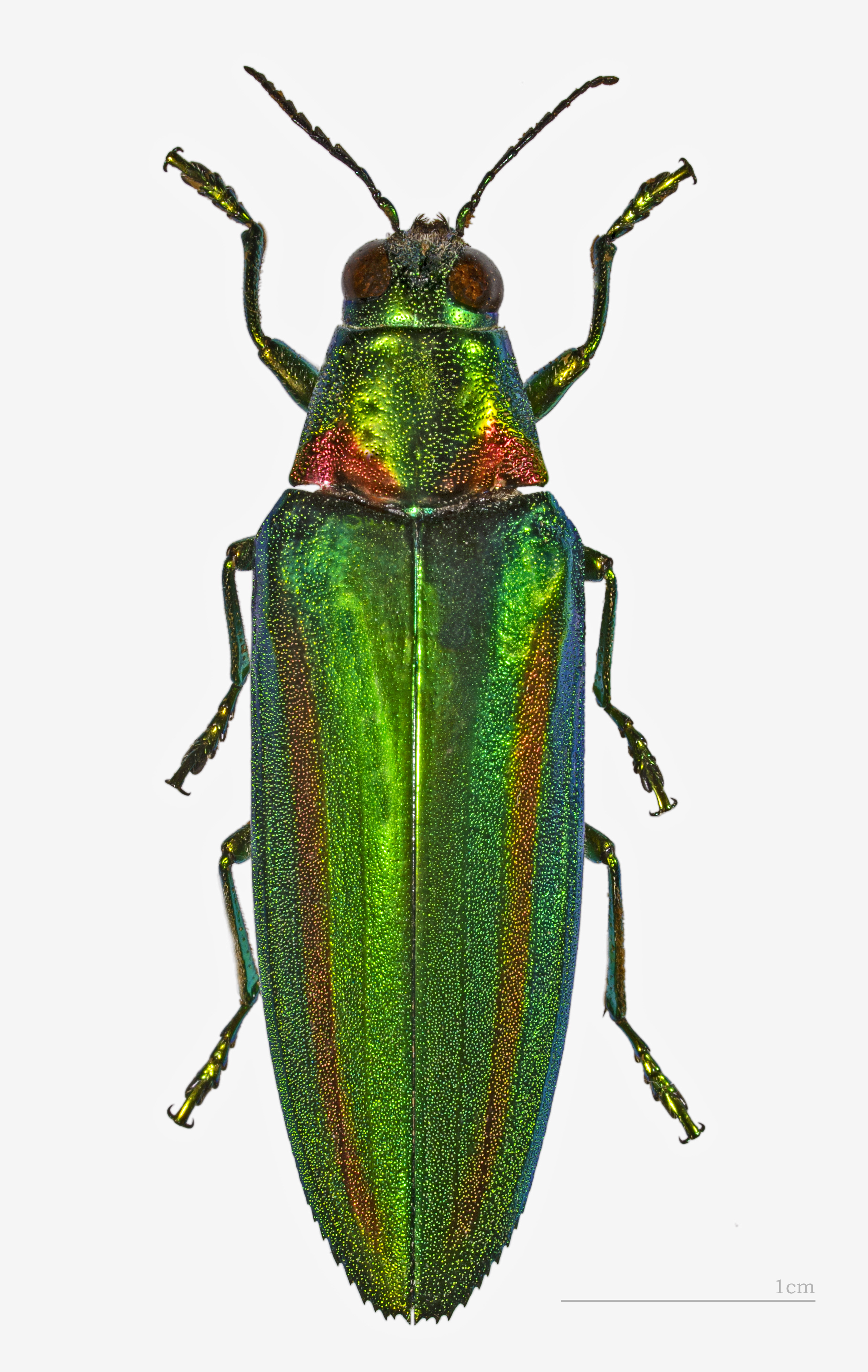
Chrysochroa rajah

- Chrysochroa castelnaudi
- Chrysochroa bouqueti
- Chrysochroa corbetti
- Chrysochroa fulgidissima
- Chrysochroa ocellata ephyppigera
- Chrysochroa corbetti
- Chrysochroa saundersi
- Chrysochroa wallacei
- Chrysochroa caroli
- Chrysochroa caroli ssp.
- Chrysochroa caroli funebris
- Chrysochroa bimanensis florensis
- Chrysochroa fulminans
- Chrysochroa rajah

- Chrysochroa praelonga
- Chrysochroa chrysura
- Chrysochroa vittata.